# Peau neuve
Pour plus de détails, voir Fiche technique et Distribution.
Peau neuve est un film français réalisé par Émilie Deleuze, sorti en 1999.
Le film, sélectionné dans la section Un certain regard, remporte le Prix FIPRESCI au Festival de Cannes 1999.

## Fiche technique
- Titre français : Peau neuve
- Réalisation : Émilie Deleuze
- Scénario : Émilie Deleuze, Guy Laurent et Laurent Guyot
- Musique : L'Attirail Supersonic
- Décors : Moundji Gaceb Couture, Jimmy Vansteenkiste
- Photographie : Antoine Héberlé
- Son : Philippe Richard
- Montage ; Fabrice Rouaud
- Production : Carole Scotta, Agnès B.
- Pays de production :  France
- Genre : drame
- Date de sortie : 
  - France : 8 septembre 1999

## Distribution
- Samuel Le Bihan : Alain
- Marcial Di Fonzo Bo : Manu
- Catherine Vinatier : Pascale
- Claire Nebout : Isabelle
- Fabien Lucciarini : Jean
- Clémence Dufour : Anna